# 여론 조사
여론조사(輿論調査)는 어느 사회집단의 구성원에 대해 여론의 동향을 알아보려는 목적으로 실시하는 통계적 사회조사, 또는 그 조사 기법을 말한다. 무작위로 추출된 일정수의 사람들(표본)에게 설문을 하여 응답을 수집한다고 하는 조사이다. 통계이론에 근거한 표본 조사이며, 표본 오차가 뒤따른다. 

## 목적과 종류
사람들이 정치·사회·문화에 대해서, 또는 일상 생활 속에서 어떠한 생각을 갖고 있으며, 어떤 입장을 취하고 있는가를 널리 조사하는 것, 즉 여론에 대한 조사가 ‘여론조사(public opinion poll)’이다.
가장 일반적인 것으로는 정치에 관한 여론조사를 들 수 있다. 여기에는 선거와 같은 특별한 일이 생겼을 때 실시되는 여론조사와 평상시에 실시되는 여론조사가 있는데, 전형으로서는 ‘선거조사(選擧調査)’를 들 수 있다. ‘이번 선거에서는 어느 당의 후보자에 투표할 예정인가, 왜 그렇게 생각하는가’, ‘어느 당의 어느 후보에게 투표하려고 생각하고 있는가, 왜 그렇게 생각하는가’ 등을 선거 전에 조사하고, 실제로 '누구에게 투표했는가' '그 이유는 무엇인가' 등을 선거 직후에 조사함으로써 누가 당선될 것인가를 사전에 예측하고, 왜 당선했는가를 사후에 분석하는 것이다.
선거라든지 특별한 정치적인 사건에 관한 여론조사와는 달리 평상시에 실시되고 있는 여론조사도 있다. ‘당신은 현재의 내각(內閣)을 지지하고 있습니까', ‘당신은 평상시 어느 정당을 지지하고 있습니까' 하는 등등의 질문에 의한 내각지지율이나 정당지지율 조사 등이 그 전형적인 예이다. 기타 ‘헌법개정에 찬성인가, 반대인가' 혹은 ‘모자보건법을 어떻게 생각하는가' 하는 등 정치적 쟁점에 대하여 그 찬반을 묻는 여론조사도 이 계열의 조사이다. 이 종류의 조사에서 특히 중요한 점은 여론(與論)이 고정되고 안정된 것이 아니라 끊임없이 유동하고 있으므로 불안정하다는 점이다. 따라서 어떠한 사회적·정치적 조건하에서 어느 여론이 어떻게 변모해 가는가 하는 동적인 분석이 중요한 것이다.
사회나 문화에 관한 여론조사라는 것도 상당히 많이 실시되고 있다. 예를 들면 ‘어떤 사회를 이상(理想)으로 삼고 있는가', ‘그런 사회를 실현하기 위해서는 어떠한 수단을 생각하고 있는가', ‘주로 무엇이 장애가 되고 있다고 생각하는가' 하는 등등의 상당히 기본적인 큰 문제로부터 ‘개천절(開天節)' ‘애국가' ‘미국' ‘중국' 등의 말에 있어서의 호오감정(好惡感情), ‘효도' ‘충성' ‘가족관계'에 있어서의 태도 등 비교적 특수한 영역에 대한 여론조사에 이르기까지 여러 가지가 있다.
정치의식·사회의식·생활의식은 여론조사 중의 큰 부분이기는 하나, 그것이 유일한 것도 또 완전히 상반되는 것도 아니다. 일반적으로는 이들 영역 중의 어느 하나가 중심에 놓여서 조사가 계획되지만 최근의 경향으로는 그럴 때에도 인접영역과의 관련하에 다른 영역에서의 여론이 조사되고 그 시간의 경과에 의한 변화가 관찰되기도 한다.

## 역사
여론조사는 19세기 미국에서 대통령 선거 결과를 사전에 예상하는 모의투표를 많이 하게 되면서 발달하기 시작하였다. 20세기 초에 이르러서는 언론기관들이 여론조사를 실시하는 일이 보편화되었다.
특히 유명한 조사로서는 1924년에 라이스(S. A. Rice)가 실시한 대통령선거에 관한 최초의 본격적인 여론조사, 1940년의 라자스펠드(p. F. Lazarsfeld) 등에 의한 대통령선거조사(〈에리州의 연구〉), 1948년의 베렐슨(B. R. Berelson) 등의 대통령선거구(〈엘밀라 연구〉), 1952년의 대통령선거에 관한 캠프벨(A. Campbell)의 전국조사 등 4개가 있는데, 그 후 미국을 비롯한 일본 등지에서의 선거조사의 원형이 되고 있다.

## 선거여론조사에 대한 판례
선거일이 가까워질수록 여론조사결과의 공표가 갖는 부정적 효과는 극대화되고 특히 불공정하거나 부정확한 여론조사결과가 공표될 때에는 선거의 공정성을 결정적으로 해칠 가능성이 높지만 이를 반박하고 시정할 수 있는 가능성은 점점 희박해진다고 할 것이므로, 대통령선거의 중요성에 비추어 선거의 공정을 위하여 선거일을 앞두고 어느 정도의 기간 동안 선거에 관한 여론조사결과의 공표를 금지하는 것 자체는 그 금지기간이 지나치게 길지 않는 한 위헌이라고 할 수 없다

## 같이 보기
- 허용 오차
- RDD(Random Digit Dialing)